# Сергий (Четвериков)
Иеросхимона́х Се́ргий (в миру Серге́й Ива́нович Четвериков; 12 (24) июня 1867, Бахмут, Екатеринославская губерния — 29 апреля 1947, Братислава) — российский православный священнослужитель протоиерей (с 1942 года — иеромонах), деятель русской эмиграции. Автор многочисленных статей и книг.

## Биография
Родился 12 (24) июня 1867 года в городе Бахмут Екатеринославской губернии в «небогатой и глубоко религиозной купеческой семьи маленького уездного города».
С 1876 по 1879 год учился в Бахмутском духовном училище, позднее — на медицинском факультете Московского университета. В 1896 году окончил Московскую духовную академию со степенью кандидата богословия.
14 (26) июля 1896 года хиротонисан во диакона, а 21 июля (2 августа) — во священники и назначен настоятелем Крестовоздвиженского храма и законоучителем школ Крестовоздвиженского трудового братства (Неплюевского) в Глуховском уезде Черниговской губернии.
С 1897 по 1898 год был настоятелем Пятницкой церкви города Чернигова.
В 1898 году переехал в Саратов, законоучитель (1898) настоятель храма, инспектор классов и заведующий образцовой церковно-приходской школой в Иоанникиевском епархиальном женском училище (1903), одновременно с 1901 по 1907 год законоучитель во 2-й саратовской гимназии, председатель совета Общества религиозно-нравственного просвещения при Братстве Святого Креста и епархиального Комитета по оказанию помощи голодающим (1906).
С 1907 по 1919 год — настоятель Сампсониевского храма и законоучитель в Полтавском Петровском кадетском корпусе, в то время, когда там в том числе учился будущий святитель Иоанн Шанхайский.
Член Полтавского церковного историко-археологического комитета и Полтавской губернской ученой архивной комиссии (1908), протоиерей (1909), цензор проповедей по 1-му округу Полтавского у. (1910), председатель Всероссийского братства законоучителей (1911), первый заместитель члена Государственного совета от белого духовенства (1912), председатель ревизионной комиссии епархиального Свято-Макарьевского братства, товарищ председателя чрезвычайного епархиального съезда духовенства и мирян, делегат Всероссийского съезда духовенства и мирян, член редакции «Полтавских епархиальных ведомостей» (1917).
Член Поместного собора 1917—1918 годов по избранию как клирик Полтавской епархии, участвовал в 1-й и 3-й сессиях, член XV, XVII отделов.
Уехал в Крым, а затем, в ноябре 1920 года, с Полтавским кадетским корпусом эвакуировался в Королевство Сербов, Хорватов и Словенцев. В 1921—1923 годах настоятель сербского храма в селе Широка Кула в Лике.
В 1923 году переехал в Чехословакию и 23 августа стал настоятелем русской Николаевской церкви в Братиславе в юрисдикции управляющего русскими православными приходами Московской Патриархии в Западной Европе митрополита Евлогия (Георгиевского). По словам митрополита Евлогия «Отец Четвериков поставил приход отлично и Братиславой не ограничился, а стал простираться и далеко за её пределы. В Словакии разбросано немало русских гнезд — семьи чехов-военнопленных, вернувшихся из России женатыми на русских. Отец Четвериков развил широкую миссионерскую деятельность по всей Словакии, окормлял до десяти таких гнёзд».
Основал в 1923 году и был (до 1946 года) председателем Общества памяти отца Иоанна Кронштадтского. В 1926 г. награждён палицей.
В 1927 году — делегат Епархиального собрания в Париже и съезда РСХД.
В 1928 году поселился в Париже, где с 15 июня 1928 года был духовником Русского студенческого христианского движения (РСХД) и первым настоятелем (1929—5 июня 1939) его церкви Введения во храм Пресвятой Богородицы на бульваре Монпарнас в Париже. Организовал внутри Движения христианское содружество с более строгой церковной дисциплиной. В храме, настоятелем которого он был, находили себе приют и утешение, получая возможность служить Литургию, православные священники, временно оказавшиеся без приходов. Уделял внимание духовным запросам детей и подростков.
27 июля 1936 года награждён митрой, член Комитета социальной помощи РСХД и председатель Строительного комитета по сооружению нового храма. Пользовался большим авторитетом в среде русской эмиграции.
Со 2 июля 1937 по 1 июня 1938 года жил в Валаамском монастыре, где работал над книгой о старце Паисии Величковском. Затем вторично поехал на Валаам, но не смог вернуться во Францию из-за войны, в 1940 году вместе с братией монастыря эвакуировался в глубь Финляндии, где был основан Ново-Валаамский монастырь.
8 июля 1940 года вышел за штат и поселился в Братиславе у своего сына. 15 августа 1942 года был пострижен в монашество в монастыре преподобного Иова в Ладимировой. После смерти митрополита Евлогия, в 1946 году принят в клир Московского патриархата. Незадолго до смерти принял великую схиму.
Скончался 29 апреля 1947 года в Братиславе, погребён на кладбище «Соловьиная долина».

## Семья
Жена Елена, дети: Ангелина, Александра, Феодосий, Ольга, Сергей.

## Награды
Награждён скуфьей, камилавкой (1904) и наперсным крестом, орденами св. Анны III степени (1912) и св. Владимира IV степени (1915).